# سينجولي
سينجولي؛ هي بلدة وبلدة مارشز بإيطاليا في مقاطعة ماشيراتا، على بعد حوالي 27 كيلومتر (17 ميل) عن طريق البر من مدينة ماشيراتا. إنها مسقط رأس البابا بيوس الثامن.

## تاريخ
تحتل المدينة موقع سينجوليوم القديمة، وهي بلدة بسنيوم، التي أسسها وحصنها بشدة ملازم يوليوس قيصر تيتوس لابينوس (ربما في موقع قرية سابقة) في 63 قبل الميلاد على نفقته الخاصة. موقعه العالي على ارتفاع حوالي 650 متر (2,130 قدم) جعلها ذات أهمية معينة في الحروب الأهلية ، ولكن بخلاف ذلك لم نسمع عنها إلا القليل. تحت الإمبراطورية الرومانية كانت بلدية .

## المعالم السياحية الرئيسية
يُعرف سينجولي أيضًا باسم "شرفة Marche" ("Il Balcone delle Marche")  بسبب بلفيدير (وجهة نظر) التي قد يشمل المشهد منها ، في يوم صافٍ ، كل مارش وعبر البحر الأدرياتيكي البحر إلى قمم الجبال الكرواتية .

### المباني الدينية
- كاتدرائية سينجولي ( كونكاتدرال دي سانتا ماريا أسونتا )
- كنيسة سانت إيزوبرانزيو الجماعية ، سينجولي ( كوليجياتا دي سانت إيزوبيرانزيو ): الكنيسة القوطية
- سانتواريو دي سانتا سبيرانديا
- سان بنديتو
- سان فرانشيسكو
- سان فيليبو نيري
- سان جياكومو
- سان جيرولامو
- سان نيكولو
- سانتو سبيريتو
- سانتا كاترينا داليساندريا
- سان دومينيكو

### المباني العلمانية
بلدية بالازو

### المتاحف
- اسم Pinacoteca comunale "D. Stefanucci" على اسم Donatello Stefanucci
- Museo archeologico statale di Cingoli
- متحف ديل لاغو
- ميسو ديل سيسير

## رياضة
استضافت سينجولي  مرات لسباق Sidecarcross Grand Prix الإيطالي وستستضيفه مرة أخرى في عام 2010 ، في 16 مايو. 

## المدن التوأم - المدن الشقيقة
توأمت سينجامولي مع:
- Aprilia, Lazio، ايطاليا (2004)